# Mateusz Kmiecik
Mateusz Kmiecik (ur. 1991) – polski aktor filmowy, telewizyjny, dubbingowy i teatralny.

## Kariera
W 2018 roku ukończył studia aktorskie w Wydziale Aktorskim Akademii Teatralnej w Warszawie.
W aktorstwie debiutował za sprawą roli Leszka w serialu Ojciec Mateusz (2015), a potem grał również w serialach i filmach: W rytmie serca (2018–2019) jako Tomasz Kozłowski, Niania w wielkim mieście (2017) jako szef recepcji, Korona królów (2018–2019) jako podczaszy Idzi i Miłość jest wszystkim (2018) jako inspicjent.
W latach 2021–2022 odgrywał pierwszoplanową rolę Krzysztofa Wiśniewskiego w serialu TVN 7 Papiery na szczęście.

## Filmografia
| Rok       | Tytuł                    | Rola                             | Uwagi    |
| --------- | ------------------------ | -------------------------------- | -------- |
| 2015      | Ojciec Mateusz           | Leszek                           | odc. 186 |
| 2017      | Niania w wielkim mieście | szef recepcji w hotelu           | odc. 1   |
| 2018–2019 | Korona królów            | podczaszy Idzi                   |          |
| 2018–2019 | W rytmie serca           | Tomasz Kozłowski                 |          |
| 2018      | Miłość jest wszystkim    | inspicjent                       |          |
| 2019      | Wojenne dziewczyny       | saper                            | odc. 29  |
| 2019–2021 | Zakochani po uszy        | Andrzej Rogowski                 |          |
| 2020      | Archiwista               | starszy aspirant Tomasz Stachura |          |
| 2020      | Polot                    | Arkadiusz Maciąg                 |          |
| 2020      | Osiecka                  | Wojciech Solarz                  |          |
| 2021–2022 | Papiery na szczęście     | Krzysztof Wiśniewski             |          |
| 2022      | Rodzina na Maxa          | Dawid                            |          |
| od 2022   | Leśniczówka              | wikary Filip Witkowski           |          |
| 2023      | Morderczynie             | policjant Michał Król            |          |
| 2024      | Prosta sprawa            | Czacha                           |          |
| 2024      | Śleboda                  | Karol Hyrny                      |          |

Źródło: Filmpolski.pl.

## Dubbing
- 2019: High School Musical: Serial – E.J. Caswell[4]